# Viləş Futbol Klubu Masallı
Il Viləş Futbol Klubu Masallı, noto anche come FK Masalli, è una squadra di calcio dell'Azerbaigian fondata a Masallı nel 1992 e sciolta nel 2008. È stata rifondata nel 2013 e disputa i campionati regionali.

## Storia
Il club venne fondato nel 1992 e giocò nel campionato azero di calcio fin dalla prima edizione classificandosi nelle posizioni di metà classifica. Verso la fine del decennio ottenne i migliori risultati: un quarto posto nel 1999-2000 e un terzo posto nella stagione successiva che le valsero la qualificazione alla coppa Intertoto. In entrambe le occasioni il club fu eliminato al primo turno, dai polacchi del Zagłębie Lubin e dagli islandesi del Knattspyrnufélag Grindavíkur.
Dopo la prima giornata del 2001-02 il presidente annunciò il ritiro della squadra per motivi economici e negli anni successivi giocò in Birinci Divizionu, la seconda serie nazionale. Nel 2006 cambiò nome in FK Masalli e l'anno successivo venne promosso ma dopo una sola stagione si sciolse.
Nel 2013 il club venne rifondato e partecipò nei campionati regionali.

## Stadio
Il club disputa le gare interne nello Stadio Anatoly Banishevski, impianto dotato di 8.000 posti a sedere.

## Palmarès

### Altri piazzamenti
- Campionato azero:

Terzo posto: 2000-2001
- Coppa d'Azerbaigian:

Semifinalista: 1999-2000